# Limfocitoza
Limfocitoza je naziv za povećan ukupni broj ili udio limfocita u krvi koji se utvrđuje laboratorijskim nalazom kompletne krvne slike. Uobičajeno limfociti čine 20-40% leukocita u krvi. 
Apsolutna limfocitoza naziv je za povećanje ukupnog broja limfocita iznad referentnih vrijednosti, dok je relativna limfocitoza povećanje udjela limfocita u krvi iznad referentnih vrijednosti. Tako da apsolutnu limfocitozu nalazimo kada je povećan broj limfocita na više od 4000 u mikrolitru (kod starije djece više od 7000 limfocita u mikrolitru, dok kod doječnadi više od 9000 limfocita u mikrolitru). Relativna limfocitoza nastupa kada je povećan udio limfocita na više od 40%, a ukupan broj limfocita je unutar referentnih vrijednosti (relativna limfocitoza je normalna pojava kod djece u dobi do 2 godine).
Najčešći uzroci limfocitoze su virusne infekcije, kronične upale intracelularnim bakterijama, te akutna i kronična limfocitne leukemije.
|  | Molimo pročitajte upozorenje o korištenju medicinskih informacija. Ne provodite liječenje bez savjetovanja s liječnikom! |